# Anuretes serratus
Anuretes serratus är en kräftdjursart som beskrevs av Sueo M. Shiino 1954. Anuretes serratus ingår i släktet Anuretes och familjen Caligidae. Inga underarter finns listade i Catalogue of Life.